# Ermita de San Juan (Denia)
La ermita de San Juan (Sant Joan en idioma valenciano) en el municipio de Denia (Provincia de Alicante, España) está situada en la vertiente meridional del Montgó. Se accede por el camino del "Pou de la Muntanya", o bien, por el camino de "Santa Llucia". 
La ermita se inscribe dentro del mundo de las Ermitas de Conquista, que se construyen entre los siglos XIII al XV e, incluso, el XVI.
Se trata de una pequeña construcción de planta rectangular, de nave única dividida en el interior por arcos apuntados diafragma, muros perimetrales de carga y cubierta a dos aguas sobre estructura leñosa. 
Con posterioridad, posiblemente entre los siglos XVI y XVII se procedió a ampliar mediante un atrio la fachada principal, con un vano de hueco central rematado en arco de medio punto y dos laterales más estrechos, separados ambos por pilares de planta octogonal. Se trata de la disposición conocida como serliana, permitiendo esto fechar la ampliación aproximadamente. 
En la parte trasera existe una dependencia destinada a sacristía.
La fiesta se celebra el viernes, el sábado y domingo más próximo al 24 de junio. En los alrededores de la ermita se reparte "tomacat", "coca dolça" y mistela, realizándose eventos tales como: verbenas, juegos artificiales, juegos populares, etc. Finalizan los actos con una misa solemne en la ermita.